# Geir Hallsteinsson
Geir Hallsteinsson (ur. 7 sierpnia 1946) – islandzki piłkarz ręczny, olimpijczyk.
Reprezentował Islandię w grze w piłkę ręczną na Letnich Igrzyskach Olimpijskich 1972, które odbyły się w Monachium. Drużyna w której grał zajęła 12. miejsce.
Podczas igrzysk olimpijskich w Monachium był również chorążym islandzkiej reprezentacji.